# Helgrind
Helgrind es el nombre de una montaña en la saga fantástica de El legado.
Está constituida de roca negra y se alza en las afueras de Dras Leona, y que sirve como guarida a los Ra'zac. Esta formación rocosa es el origen de la oscura religión de los Adoradores del Helgrind , en la cual los Ra'zac juegan un papel importante.
Helgrind significa Puertas de la muerte en el idioma antiguo.
- Datos: Q1090922